# Алмора (округ)
Алмора (хинди अल्मोड़ा जिला, англ. Almora) — округ в штате Уттаракханд на севере Индии, в регионе Кумаон. Административный центр — город Алмора. Алмора славится своим культурным наследием, ремёслами, кухней и дикими животными.
Население округа — 630 567 жителей (2001), среди них индусов — 621 203, мусульман — 7 283 и христиан — 959 человек.
Ближайший аэропорт расположен в Найнитале (127 км).

## История
Древний город Алмора был столицей королевства Кумаон, до своего основания он находился во владении короля катьюри Байчалдео. Позже, когда в Чампавате была основана династия Чанд, город Алмора был основан в этом месте в 1568 году Каляном Чандом. Более поздние короли Чанда перенесли столицу королевства Кумаон из Чампавата в Алмору.